# Раполту-Маре (комуна)
Раполту-Маре (рум. Rapoltu Mare) — комуна у повіті Хунедоара в Румунії. До складу комуни входять такі села (дані про населення за 2002 рік):
- Бобилна (524 особи)
- Бою (197 осіб)
- Раполту-Маре (925 осіб) — адміністративний центр комуни
- Раполцел (248 осіб)
- Фолт (172 особи)

Комуна розташована на відстані 285 км на північний захід від Бухареста, 12 км на схід від Деви, 109 км на південь від Клуж-Напоки, 143 км на схід від Тімішоари.

## Населення
За даними перепису населення 2002 року у комуні проживали 2066 осіб.
Національний склад населення комуни:
| Національність | Кількість осіб | Відсоток |
| -------------- | -------------- | -------- |
| румуни         | 2011           | 97,3%    |
| цигани         | 40             | 1,9%     |
| угорці         | 13             | 0,6%     |
| українці       | 1              | < 0,1%   |
| німці          | 1              | < 0,1%   |

Рідною мовою назвали:
| Мова      | Кількість осіб | Відсоток |
| --------- | -------------- | -------- |
| румунська | 2058           | 99,6%    |
| угорська  | 7              | 0,3%     |
| німецька  | 1              | < 0,1%   |

Склад населення комуни за віросповіданням:
| Релігія            | Кількість осіб | Відсоток |
| ------------------ | -------------- | -------- |
| православні        | 1901           | 92,0%    |
| адвентисти         | 56             | 2,7%     |
| п'ятдесятники      | 52             | 2,5%     |
| бретрени           | 23             | 1,1%     |
| реформати          | 11             | 0,5%     |
| греко-католики     | 9              | 0,4%     |
| баптисти           | 5              | 0,2%     |
| римо-католики      | 2              | 0,1%     |
| унітарії           | 1              | < 0,1%   |
| старообрядці       | 1              | < 0,1%   |
| не вказали релігію | 2              | 0,1%     |